# Discografia di Lara Fabian

## Album in studio
- 1991 - Lara Fabian
- 1994 - Carpe Diem
- 1996 - Pure
- 1999 - Lara Fabian
- 2001 - Nue
- 2004 - A Wonderful Life
- 2005 - 9
- 2009 - Toutes les femmes en moi
- 2009 - Every Woman in Me
- 2010 - Mademoiselle Zhivago
- 2013 - Le secret
- 2015 - Ma vie dans la tienne
- 2017 – Camouflage
- 2019 – Papillon
- 2024 - Je suis là

## Album dal vivo
- 1999 - Live
- 2002 - Live
- 2003 - En toute intimité
- 2006 - Un regard 9 Live

## Compilation
- 1998 - De la révélation à la consécration
- 2010 - Best of Lara Fabian
- 2015 - Essential

## Box set
- 2004 - Lara Fabian
- 2004 - Coffret
- 2004 - Coffret, Vol. 2
- 2004 - Coffret, Vol. 3
- 2008 - Carpe diem / Pure
- 2011 - 4 Original Album

## Singoli
| Anno      | Singolo                                                                                       | Album                              |
| --------- | --------------------------------------------------------------------------------------------- | ---------------------------------- |
| 1986      | L'Aziza Est En Pleurs Il Y Avait                                                              | 45 giri                            |
| 1988      | Croire                                                                                        |                                    |
| 1989      | Je Sais                                                                                       | 45 giri                            |
| 1990      | L'Amour Voyage feat. Franck Olivier                                                           | L'Amour Voyage (di Franck Olivier) |
| 1991 1993 | Qui Pense à L'Amour Je M'Arrêterai Pas De T'Aimer Réveille-Toi Brother                        | Lara Fabian (Eponyme)              |
| 1994 1995 | Je suis malade Tu T'En Vas Si Tu M'Aimes Leila                                                | Carpe Diem                         |
| 1997 1998 | Tout Je T'Aime Si Tu M'Aimes Humana                                                           | Pure                               |
| 1999      | La Différence                                                                                 | Pure                               |
| 1999      | Requiem Pour Un Fou feat. Johnny Hallyday                                                     |                                    |
| 1999 2000 | Adagio I Will Love Again Otro Amor Vendrá I Am Who I Am Love By Grace Meu Grande Amor Quedate | Lara Fabian                        |
| 2001      | For Always feat. Josh Groban                                                                  |                                    |
| 2001      | The Dream Within                                                                              |                                    |
| 2001 2002 | J'Y Crois Encore Immortelle Aimer Déjà Tu Es Mon Autre feat. Maurane                          | Nue                                |
| 2003      | Bambina (versione chitarra-voce con Jean-Félix Lalanne)                                       | Nue                                |
| 2004      | The Last Goodbye No Big Deal                                                                  | A Wonderful Life                   |
| 2005      | La Lettre Ne Lui Parlez Plus D'Elle Un Ave Maria                                              | 9                                  |
| 2006      | Il Ne Manquait Que Toi L'Homme Qui N'Avait Pas De Maison Aime                                 | 9                                  |
| 2007      | Un cuore malato feat. Gigi D'Alessio Un Cœur Blessé feat. Gigi D'Alessio                      | Made In Italy (di Gigi D'Alessio)  |
| 2009      | Soleil, soleil                                                                                | Toutes les femme en moi            |

## Altri brani

### Apparizioni in colonne sonore
- 1991 - Laisse-Moi Rêver per il film La Neige Et Le Feu
- 1996 - Que Dieu Aide Les Exclus per il film di animazione Il gobbo di Notre Dame
- 2000 - Love By Grace inserita nella colonna sonora della telenovela brasiliana Laços De Família
- 2000 - Givin'Up On You inserita nella colonna sonora di Dawson's Creek, Vol. 2
- 2001 - For Always per il film AI: Intelligenza Artificiale (duetto con Josh Groban)
- 2001 - The Dream Within per il film Final Fantasy
- 2004 - So In Love per il film De-Lovely (duetto con Mario Frangoulis)
- 2004 - I Guess I Loved You inserita nella colonna sonora della telenovela brasiliana Senhora Do Destino

### Autrice e compositrice
Oltre ad essere autrice dei propri pezzi (tra quelli contenuti nei suoi album se ne contano al momento circa 56 scritti da lei), Lara Fabian ha composto canzoni anche per diversi interpreti francofoni:
- Inévitablement per Nolwenn Leroy
- De La Peau per Sandy Valentino
- Dis-Moi Que Tu M'Aimes per Chimène Badi
- Donne per Myriam Abel
- Faire Semblant per Cristina Marocco
- Avant per Daniel Lévi
- Je Me Pardonne per Rick Allison

E ancora, Roland Karl, Mario Pelchat e molti altri.

### Pezzi del suo repertorio interamente musicati da lei
- 1991 - Je M'Arrêterai Pas De T'Aimer (album Lara Fabian (Eponyme))
- 2002 - Tu Me Manques (album Live)
- 2006 - Il Ne Manquait Que Toi (album 9)
- 2006 - Rien Qu'Une Seule Larme (album 9)

### Altre canzoni di cui ha composto anche la musica
- 1999 - Part Of Me (album Lara Fabian) con Patrick Leonard
- 1999 - Givin'Up On You (album Lara Fabian) con Patrick Leonard
- 1999 - Yeliel (My Angel) (album Lara Fabian) con Patrick Leonard
- 1999 - You Are My Heart (album Lara Fabian) con John Bettis, Walter Afanasieff e Rick Allison
- 1999 - You'Re Not From Here (album Lara Fabian) con John Bettis, Walter Afanasieff e Rick Allison
- 1999 - I Am Who I Am (album Lara Fabian) con Rick Allison, Evan Rogers e Carl Sturken
- 2004 - Intoxicated (album A Wonderful Life) con Gary Barlow
- 2006 - La Lettre (album 9) con Jean-Félix Lalanne
- 2006 - Ne Lui Parlez Plus D'Elle (album 9) con Jean-Félix Lalanne
- 2006 - Les Homéricains (album 9) con Jean-Félix Lalanne
- 2006 - Le Tour Du Monde (album 9) con Jean-Félix Lalanne
- 2006 - L'Homme Qui N'Avait Pas De Maison (album 9) con Jean-Félix Lalanne
- 2006 - Je Me Souviens (album 9) con Jean-Félix Lalanne
- 2015 - " Voce" Sanremo

### Cover
Nell'arco della sua carriera, Lara Fabian, ha eseguito spesso durante i concerti, le apparizioni televisive, le partecipazioni a manifestazioni ed eventi vari, le reinterpretazioni di brani musicali non appartenenti al suo repertorio.
- Perdere L'Amore di Massimo Ranieri (album Pure del 1996)
- I Will Always Love You di Dolly Parton nella versione di Whitney Houston (cantata durante il "Pure Tour" nel Molson concert del 1998)
- Vision Of Love di Mariah Carey (cantata durante il "Pure Tour" nel Molson concert del 1998)
- Comme Ils Disent di Charles Aznavour (album Live del 2002)
- Caruso di Lucio Dalla (album En toute intimité del 2003)
- Calling You di Jevetta Steele (album En toute intimité del 2003)
- Pour Que Tu M'Aimes Encore di Céline Dion (album En toute intimité del 2003)
- Mistral gagnant di Renaud (album En toute intimité del 2003)
- Voir Un Ami Pleurer di Jacques Brel (album En toute intimité del 2003)
- Wonderful Life di Black (album A Wonderful Life del 2004)
- Papa Can You Hear Me e A Piece Of Sky di Barbra Streisand (album Un Regard 9 Live del 2005)
- Soleil soleil di Nana Mouskouri (album Toutes les femmes en moi del 2009)
- L'amour existe encore di Céline Dion (album Toutes les femmes en moi del 2009)
- Message personnel di Françoise Hardy (album Toutes les femmes en moi del 2009)
- Il venait d'avoir 18 ans di Dalida (album Toutes les femmes en moi del 2009)
- Göttingen di Barbara (album Toutes les femmes en moi del 2009)
- Hymne à l'amour di Édith Piaf (album Toutes les femmes en moi del 2009)
- J'ai 12 ans di Diane Dufresne (album Toutes les femmes en moi del 2009)
- Amoureuse di Véronique Sanson (album Toutes les femmes en moi del 2009)
- Ça casse di Maurane (album Toutes les femmes en moi del 2009)
- Une femme avec toi di Nicole Croisille (album Toutes les femmes en moi del 2009)
- Nuit Magique di Catherine Lara (album Toutes les femmes en moi del 2009)
- Babacar di France Gall (album Toutes les femmes en moi del 2009)
- Mamy blue dei Pop Tops, qui nella versione francese di Nicoletta e Dalida (album Toutes les femmes en moi del 2009)

Si ricordano inoltre la reinterpretazione di Je Suis Malade (incisa nell'album Carpe Diem del 1994), eseguita in precedenza da Dalida e dallo stesso autore del brano, Serge Lama; e la canzone Review My Kisses (contenuta nell'album A Wonderful Life del 2004) precedentemente interpretata da LeAnn Rimes.
Mentre tra i rifacimenti delle canzoni di Lara Fabian, oltre alle innumerevoli versioni di Adagio, la cover più celebre è senza dubbio quella di Broken Vow eseguita da Josh Groban e contenuta nell'album Closer del 2003.

### Collaborazioni e duetti
Brani incisi e non:
- 1989 - Je Sais con Franck Olivier
- 1990 - L'Amour Voyage con Franck Olivier
- 1993 - Je Reviens Chez Nous con Jean Pierre Ferland
- 1994 - Endless Love con Mario Pelchat
- 1996 - Surrender To Me con Richard Marx
- 1998 - Je Vais T'Aimer con Michel Sardou (tv show)
- 1998 - Syracuse con Henri Salvador
- 1998 - Summertime con Rick Allison ("Fréquenstar")
- 1998 - Sorry Seems To Be The Hardest Word con Rick Allison ("Fréquenstar")
- 1999 - Répondez-Moi con Laurence Jalbert
- 1999 - La Différence con Patrick Fiori ("Les Années Tubes")
- 1999 - Fais-Moi Une Place con Maurane ("Tapis Rouge")
- 1999 - L'hymne A L'amour con Patrick Fiori ("La Fureur")
- 1999 - Je N'aurai Pas Le Temps con Michel Fugain
- 1999 - L'Aziza con Lââm ("Speciale Foucault")
- 1999 - Ils S'Aiment con Anthony Kavannagh
- 1999 - Évidemment con Rick Allison
- 2000 - For Always con Josh Groban
- 2000 - J'Te L'Dis Quand Même con Patrick Bruel ("Fréquenstar")
- 2000 - Est-Ce Par Hasard con Devī ("Dansez Maintenant")
- 2000 - Derrière L'Amour con Johnny Hallyday (Stadio Baudouin di Bruxelles)
- 2000 - Évidemment con Sébastien Lorca
- 2001 - Il Y A con Isabelle Boulay (tv show)
- 2001 - Tu Es Mon Autre con Maurane
- 2001 - Et Maintenant con Florent Pagny
- 2001 - Tue Moi con Dan Bigras ("Le Show Du Refuge")
- 2001 - Perdere L'Amore con Dan Bigras ("Le Show Du Refuge")
- 2002 - Tu Es Mon Autre con Rick Allison
- 2002 - La Solitudine con Laura Pausini ("Dolce Italia")
- 2002 - Tu Es Mon Autre con Nolwenn Leroy ("Star Academy")
- 2003 - Tout con Thierry Amiel ("Nouvelle Star")
- 2003 - Light Of My Life con Leehom Wang
- 2003 - Mais La Vie con Maurane
- 2004 - Belle Ile En Mer con Isabelle Boulay (tv show)
- 2004 - Les Ballons Rouges con Serge Lama
- 2004 - Ils S'Aiment con Claudia Meyer
- 2005 - Un Ave Maria con Grégory Lemarchal ("Star Academy")
- 2005 - Tu Es Mon Autre con Roland Karl ("Nouvelle Star")
- 2005 - Les Homéricains con Mélissa Mars
- 2005 - Everybody's Got To Learn Sometimes con Zucchero Fornaciari (tv show)
- 2006 - Une Chanson Douce con Nolwenn Leroy (omaggio a Henri Salavador)
- 2006 - La Donna Che Vorrei con Gigi D'Alessio ("Un Regard 9 Live" DVD bonus track)
- 2006 - La Quête con Roberto Alagna ("Samedi Soir Avec")
- 2006 - Seras-Tu Là? con Pascal Obispo ("Samedi Soir Avec")
- 2006 - L'Envie D'Aimer con Pascal Obispo ("Autour De La Guitare")
- 2006 - Je T'Aime Encore con Michel Jonasz ("Symphonic Show")
- 2006 - Calling You con Jeveta Steele
- 2006 - Ces Mots Stupides con Sacha Distel ("Les Duos De L'Impossible")
- 2006 - Ne Retiens Pas Tes Larmes con Amel Bent
- 2006 - Un Cuore Malato con Gigi D'Alessio
- 2006 - Un Coeur Blessé con Gigi D'Alessio
- 2007 - Baby Come To Me con John Miles ("Night Of The Proms")
- 2013 - Je Chante con Laura Pausini

### Partecipazioni benefiche
- 1991 - Le Soleil Se Lève à L'Est (Unicef per i bambini Rumeni)
- 1993 - Au Nom De L'Amour (artisti vari - raccolta fondi contro l'AIDS)
- 1996 - Si Chacun (S.O.S - raccolta fondi in seguito all'alluvione di Saguenay in Canada)
- 1998 - Requiem Pour Un Fou con Johnny Hallyday ("Les Enfoirés")
- 1998 - J'Ai Encore Rêvé D'Elle con Laurent Voulzy ("Les Enfoirés")
- 1998 - Sa Raison D'être (artisti vari - raccolta fondi contro l'AIDS)
- 2000 - Noël Ensemble (artisti vari - raccolta fondi contro l'AIDS)
- 2001 - Aller Plus Haut con Roch Voisine e Daniel Lévy ("Les Enfoirés")
- 2001 - Et si tu n'existais pas con Daniel Lévy ("Les Enfoirés")
- 2001 - C'Est L'Amour con Sandrine Kiberlain, Michèle Laroque, Karen Mulder, Jean-Marie Bigard, Gérard Jugnot, Marc Lavoine, Pierre Palmade e MC Solaar ("Les Enfoirés")
- 2003 - Throw It All Away con Phil Collins ("Little Friends Geneva")
- 2004 - Je Suis con Chimène Badi e Marie Fugain ("Concert Laurette" - Associazione Laurette Fugain per la lotta alla leucemia)
- 2004 - Le Coeur Des Femmes con Nolwenn Leroy, Maurane, Marie Fugain e Ginie Line ("Concert Laurette" - Associazione Laurette Fugain per la lotta alla leucemia)
- 2005 - Prendre L'Air con Jean Jacques Goldman ("Les Enfoirés")
- 2005 - Hey Oh con Yves Lecoq ("Les Enfoirés")
- 2005 - Sur Un Prélude De Bach con Catherine Lara, Elsa e Muriel Robin ("Les Enfoirés")
- 2005 - La Vie Ne M'Apprend Rien con Maurane, Jean-Louis Aubert e Chimène Badi ("Les Enfoirés")
- 2005 - True Colors con Phil Collins ("Little Dreams Foundation")

## Video

### DVD e VHS
- 2000 - From Lara With Love (PBS Show)
- 2002 - Live
- 2003 - Intime
- 2003 - Lara Fabian (cofanetto edizione limitata 2 DVD - Live + Intime)
- 2003 - En Toute Intimité
- 2004 - Lara Fabian (cofanetto 3 DVD - Live + Intime + En Toute Intimité)
- 2005 - DVD "9" (9 clip realizzate da Marc Hollogne + making of)
- 2006 - Un Regard 9 Live
- 2006 - Chante avec Lara Fabian (consigli e lezioni di canto)

### Video musicali
| Anno | Videoclip | Album                             |
| ---- | --- | --------------------------------- |
| 1991 | Je M'Arrêterai Pas De T'Aimer Reveille-Toi Brother Croire | Lara Fabian (Eponyme)             |
| 1994 | Si Tu M'Aimes | Carpe Diem                        |
| 1996 | Tout La Différence Humana Je T'Aime Si Tu M'Aimes (nuova versione) | Pure                              |
| 1999 | Adagio I Am Who I Am I Will Love Again Otro Amor Vendrá | Lara Fabian                       |
| 2001 | J'Y Crois Encore Aimer Déjà Tu Es Mon Autre Bambina Immortelle | Nue                               |
| 2004 | No Big Deal | A Wonderful Life                  |
| 2005 | La Lettre Un Ave Maria Speranza Il Ne Manquait Que Toi (2 versioni) Ne Lui Parlez Plus D'Elle (2 versioni) Les Homéricains Je Me Souviens L'Homme Qui N'Avait Pas De Maison Si Tu N'As Pas D'Amour | 9                                 |
| 2006 | Aime | Un Regard 9 - Live                |
| 2007 | Un Cuore Malato Un Cœur Blessé | Made In Italy (di Gigi D'Alessio) |